# SN 2006kr
SN 2006kr – supernowa typu Ia odkryta 11 października 2006 roku w galaktyce A001919+0105. W momencie odkrycia miała maksymalną jasność 22,20m.